# Marko Boos
Marko Boos (* 1975 in Cochem) ist ein deutscher Politiker (SPD) und seit dem 1. Januar 2025 Landrat des rheinland-pfälzischen Landkreises Mayen-Koblenz. Zuvor war er Geschäftsführer einer Jugendhilfeeinrichtung.

## Werdegang
Boos wuchs im elterlichen Winzerbetrieb in Valwig auf. Nach Grund-, Haupt-, Berufsfach- und Fachoberschule sowie einer Ausbildung zum Bürokaufmann, studierte er Sozialarbeit an der Fachhochschule Köln und erreichte einen Abschluss als Diplom-Sozialarbeiter (FH). Anschließend arbeitete er zunächst beim Jugendamt der Stadt Köln. Von 2007 bis 2013 war er Inhaber, Geschäftsführer und pädagogischer Leiter der Igel und Lion Jugendhilfe in Andernach. Nachfolgend zwei Jahre Mitarbeiter im Jugendamt der Stadt Meckenheim, wurde er danach bis 2020 stellvertretender Leiter für Kinderschutz und pädagogische Hilfen beim Kreisjugendamt Cochem-Zell. Bis zu seiner Freistellung für die Tätigkeit als Landrat folgte eine Tätigkeit als Geschäftsführer und Direktor des Jugendhilfezentrums Bernardshof in Mayen.

## Politik
Er trat 2007 in die SPD ein und war nachfolgend zeitweise Vorsitzender des SPD-Ortsvereins in seinem Wohnort Nickenich. Dem Rat der Verbandsgemeinde Pellenz gehörte er von 2009 bis 2019 an.
Im Sommer 2023 nominierte die SPD Marko Boos als Landratskandidat. Bei einer Stichwahl am 23. Juni 2024 setzte er sich mit einem Stimmenanteil von 57,3 % gegen Christian Altmaier (Freie Wähler) durch, nachdem bei der Direktwahl am 9. Juni 2024 keiner der ursprünglich drei Bewerber eine ausreichende Mehrheit erreicht hatte. Bereits im ersten Wahlgang hatte Boos dabei mit 33,8 % knapp in Führung gelegen. Zum 1. Januar 2025 übernahm Boos das Amt von Alexander Saftig (CDU), der nach zwei achtjährigen Amtszeiten wegen Überschreitung der Altersgrenze bei der Wahl 2024 nicht erneut antreten konnte.

## Persönliches
Marko Boos ist verheiratet und hat vier Kinder.